# Emma Smith DeVoe
Emma Smith DeVoe, född 1848, död 1927, var en amerikansk rösträttsaktivist. 
Hon är inkluderad i National Women's Hall of Fame. 